# M25 Lima
El M25 Lima es un evento de tenis masculino que se lleva a cabo en la ciudad de Lima, Perú jugado en canchas de tierra batida. Durante el 2019 se jugó a mediados de año en el mes de julio y fue el primer torneo de su categoría perteneciente al ITF World Tennis Tour jugado en Perú en dicho año. En su 1.a edición se desarrolló en la canchas del Club de Regatas Lima Filial San Antonio.

## Palmarés

### Individual
| Año  | Edición | Campeón             | Finalista            | Marcador |
| ---- | ------- | ------------------- | -------------------- | -------- |
| 2019 | I       | Francisco Cerundolo | Nicolás Álvarez      | 6-2, 6-1 |
| 2020 | II      | Tomás Barrios       | Carlos Gómez Herrera | 6-2, 6-2 |
| 2020 | III     | Facundo Argüello    | Tomás Barrios        | 6-2, 6-4 |

### Dobles
| Año  | Edición | Campeones                             | Finalistas                                      | Marcador         |
| ---- | ------- | ------------------------------------- | ----------------------------------------------- | ---------------- |
| 2019 | I       | João Pedro Sorgi Camilo Ugo Carabelli | Arklon Huertas del Pino Conner Huertas del Pino | Walkover         |
| 2020 | II      | Tomás Barrios Carlos Gómez Herrera    | Nicolás Arreche Jorge Brian Panta               | 7-5, 6-2         |
| 2020 | III     | Sergio Galdós Conner Huertas del Pino | Nicolás Álvarez Jorge Brian Panta               | 6-4, 4-6, [10-5] |